# Solidar'Monde
Solidar'Monde è un'impresa francese che promuove il commercio equo-solidale. Fu creata nel 1984 dall'"Associazione di Botteghe del Mondo" Artisans du Monde. Solidar'Monde accentra il 75% delle importazioni del commercio equo-solidale in Francia, e possiede fatturati al di sopra della media delle centrali di importazione analoghe europee. A differenza della maggior parte di tali realtà, tuttavia, non dispone di un proprio canale di vendita; i suoi prodotti vengono infatti diffusi dall'organizzazione Artisans du Monde, sia attraverso le oltre 134 botteghe sul territorio francese (dato del 2002) sia attraverso la rete con altre organizzazioni di commercio equo-solidale europee.